# ユーラシア・ランドブリッジ

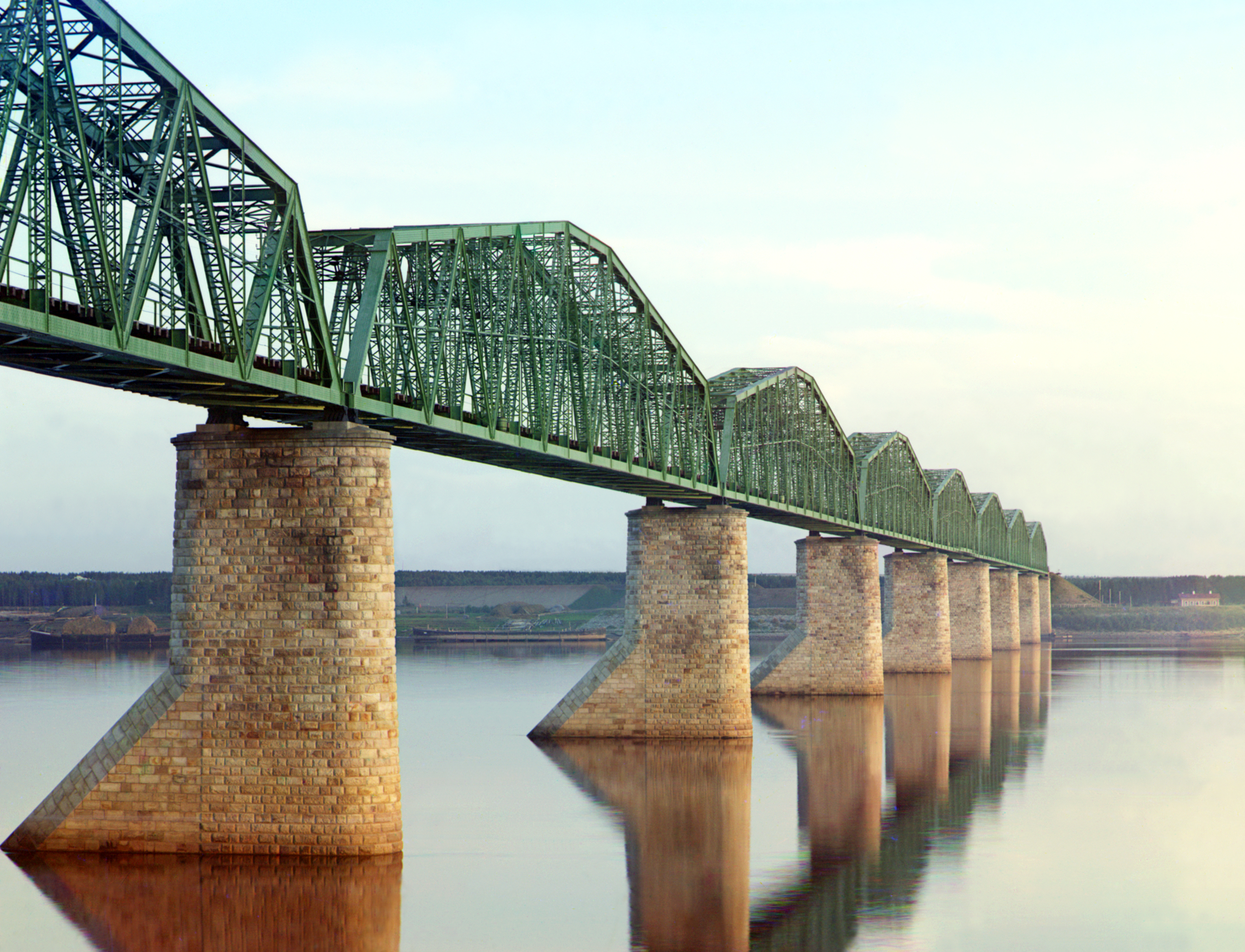
ペルミ付近でシベリア横断鉄道がカマ川の橋を渡る。

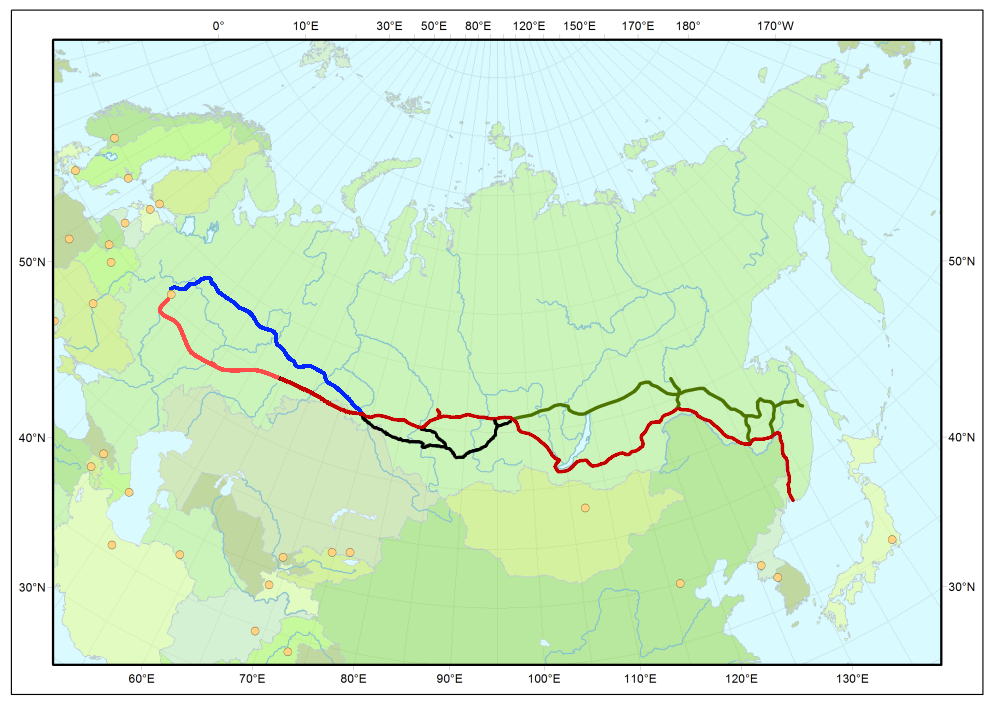
シベリア横断鉄道（赤）とバイカル・アムール鉄道（緑）

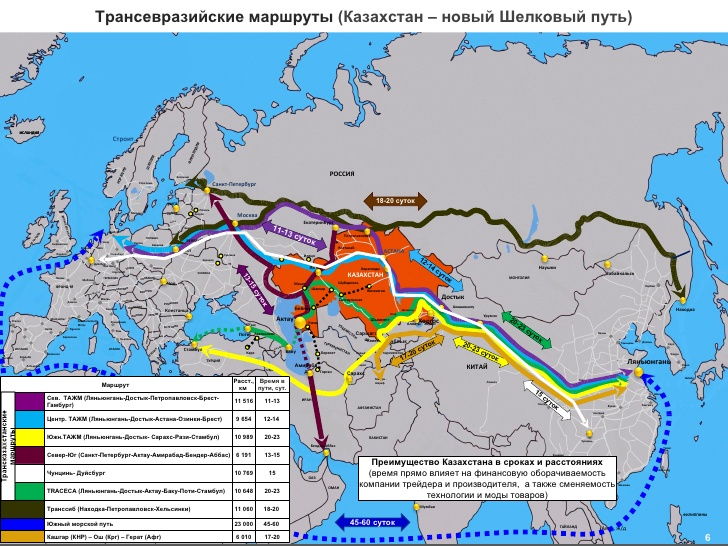
ユーラシア・ランドブリッジのルートは、ロシアまたは中国を通る。

ユーラシア・ランドブリッジ（英語: Eurasian Land Bridge）は、新シルクロード（英語: New Silk Road）とも呼ばれ、貨物と旅客を鉄道の乗り継ぎでロシア極東と中国の太平洋岸の港からヨーロッパの港へ運ぶ。大陸横断鉄道と陸路橋であるこのルートは、現在はロシアを通り、時には北東西回廊と呼ばれることもあるシベリア横断鉄道と、中国からカザフスタンを通る新ユーラシア・ランドブリッジ（New Eurasian Land Bridge）または第2ユーラシア・ランドブリッジで構成されている。 2007年11月の時点で、毎年アジアからヨーロッパに出荷される6,000億ドルの商品の約1％が内陸輸送ルートによって配送されていて、2016年でもその様子は変らなかった。
1916年に完成したシベリア横断鉄道は、モスクワとウラジオストクなどのロシア太平洋岸の港を結ぶ。1960年代から1990年代の初めまで、この鉄道はアジアとヨーロッパの間の主要なランドブリッジとして機能したが、いくつかの要因により大陸横断貨物の鉄道の使用が減少した。1つの要因は、旧ソビエト連邦の鉄道がヨーロッパの他のほとんどの地域や中国よりも広い軌間を使用していることである。しかし、最近シベリア横断には第2のルートを完成して、地盤を取り戻した。
中国の鉄道システムは中国東北部とモンゴルを経由してシベリア横断鉄道に、長い間つながっていた。1990年、中国はジュンガル門を介してカザフスタンへその鉄道システムとシベリア横断鉄道の間にリンクを追加した。中国は港湾都市連雲港とカザフスタンの間の途切れないこの鉄道リンクを、新ユーラシア・ランドブリッジまたは第2ユーラシア・ランドブリッジと呼んでいる。この鉄道網はカザフスタンに加え、イランを含む他の中央アジアおよび中東の国々と接続している。2013年10月、「マルマライ」プロジェクトのもとでボスポラス海峡を渡る鉄道が完成し、さらに2020年にはカスピ海の鉄道連絡船を介して新ユーラシア・ランドブリッジは中央アジアと南アジアからヨーロッパへ接続されるようになった。
ユーラシア大陸橋のさらなる拡張案には、中国の鉄道と同じ軌間をカザフスタン全域の鉄道に建設、インド・ビルマ・タイ・マレーシアなど東南アジアの他の場所への鉄道リンク、ベーリング海峡を横断する鉄道トンネルと高速道路橋の建設でシベリア横断鉄道を北米の鉄道システムに接続、韓国と日本の間の鉄道トンネルなどが含まれる。国連は、アジア横断鉄道プロジェクトを含むユーラシア・ランドブリッジのさらなる拡張を提案している。